# FC Freisen
Der FC Freisen 1920 e. V. ist ein deutscher Fußballverein mit Sitz in der saarländischen Gemeinde Freisen im Landkreis St. Wendel.

## Geschichte
Der Verein wurde im Jahr 1920 gegründet. Nach dem Ende des Krieges gründete sich der Verein am 17. Februar 1946 als SV Freisen neu. Die erste Fußball-Mannschaft startete in der 2. Kreisklasse Birkenfeld. Am 2. Februar 1947 wurde sich dann auf den bis heute gültigen Namen FC Freisen und auf die Vereinsfarben geeinigt. Nun ging es durch eine Neueinteilung in die 1. Kreisklasse Nordsaar. Aus der stieg man im Jahr 1960 in die B-Klasse ab, nach der Saison 1963/64 gelang als Meister der Wiederaufstieg. In der Spielzeit 1968/69 stieg man als Staffelmeister in die 2. Amateurliga Saarland auf. Zur Spielzeit 1972/73 gelang der Aufstieg in die zu dieser Zeit drittklassige Amateurliga Saarland. In dieser konnte man sich jedoch nicht halten und stieg mit 17:43 Punkten als Tabellenletzter direkt wieder ab. Kurz darauf fand sich die Mannschaft dann auch schon wieder in der A-Klasse Nordsaar wieder. Durch gute Jugendarbeit konnte aber ein Neuanfang gemacht werden und damit gelang es in der mittlerweile Bezirksliga heißenden Klasse zum Abschluss des Jahrzehnts die Spielzeit 1979/80 als Meister abzuschließen.
1985 stieg man wieder in die Bezirksliga ab, 1994 stieg man als Bezirksligameister wieder in die Landesliga auf. In den folgenden Jahren, gelang es sogar einmal sich den Vizemeistertitel zu sichern. 2010 stieg der Klub in die siebtklassige Verbandsliga Saar Nord/Ost auf; nach dem Abstieg 2014 schaffte das Team 2015 direkt den Wiederaufstieg-